# 中里斉
中里 斉（なかざと ひとし、1936年3月15日 - 2010年7月18日）は、日本の画家。東京都生まれ。ニューヨークにて制作活動をした。2010年、製作中の不慮の事故により急逝した。

## 経歴
東京府南多摩郡忠生村（現 東京都町田市）生まれ。1948年桜美林中学校に入学、1954年桜美林高等学校を卒業。1956年多摩美術大学美術学部絵画科（油画）に入学し、大沢昌助らに師事。1960年同大学卒業。半年ほど『北海タイムス』の美術記者として勤務した後、桜美林学園の専任講師となる。1962年アメリカに渡り、ウィスコンシン大学大学院（絵画専攻、版画副専攻）に入学。1964年ミルウォーキーのセント・ジェームス・ギャラリーで初個展を開催。同年ペンシルベニア大学美術大学院入学し、ピエロ・ドラツィオ、ニール・ウエリバーらに学ぶ。1966年ロックフェラーⅢ世基金奨学金を受け、ニューヨークに移る。
1968年多摩美術大学専任講師。1970年7月第5回ジャパン・アート・フェスティバルで優秀賞（文部大臣賞）を受賞し、同年8月第14回シェル美術賞展で佳作賞を受賞する。大学紛争による緊張状態から体調を崩し、1971年に再渡米、ペンシルベニア大学美術大学院で版画の専任講師となる。ペンシルベニア大学美術学部長を歴任した。
2010年7月15日、自宅スタジオの脚立から落ちて頭部を強打し、病院に搬送されたが、意識を取り戻すことなく7月17日午後11時31分に死去。

## 主な個展
- 原美術館、東京、1987
- 東京画廊、東京、1993/1997
- ギャラリー・クラヌキ、大阪、1992/1998
- ギャラリー・ジュリエット、トリエステ、イタリア、1999
- 村松画廊、1996/2000
- エリクソン画廊、フィラデルフィア、1999/2001
- モントピリアー文化芸術センター、ワシントンDC、2002
- ルイジアナ工業大学、ルイジアナ
- 町田市国際版画美術館、東京、2010

## 主なグループ展
- 「アスペクト、1979 - 1994」原現代美術館、群馬、1994
- 「絵画の構造―現代日本のストライプ」文房堂画廊、東京、1994
- 「矩型の森―思考するグリット」埼玉県立近代美術館、浦和、1995
- 「東京芸術シリーズNO.7、線について、不在のモダニズム/不可視のリアリズム」板橋区立美術館、東京、1995
- 「60, 70, 80年代の日本の絵画」村松画廊、東京、2000
- 「2000年20の版画展」フィッシャー画廊、バード大学、ニューヨーク、2000
- 「現代日本版画展」チコチン美術館、ハイファ、イスラエル、1998/2002

## 壁画制作
- 古河パビリオン、コンピュートピア、日本万国博覧会、1970
- 原美術館、東京、1987
- 武蔵丘陵娯楽部（建築設計：磯崎新）、埼玉、1988

## パブリック・コレクション
- ニューヨーク近代美術館
- フィラデルフィア美術館
- 京都国立近代美術館
- ペンシルベニア美術アカデミー（フィラデルフィア）
- 兵庫県立近代美術館（神戸）
- ブルックリン美術館
- ナショナル・ギャラリー・オブ・アート（ワシントンDC）
- 国立国際美術館
- 東京都美術館
- 栃木県立美術館（宇都宮）
- 原美術館（東京）
- 高松市立美術館
- 静岡県立美術館
- 国際交流基金（東京）
- 大原美術館（倉敷）
- バーミングハム美術館（アラバマ）
- 岡山県立美術館
- ティコティン日本美術館（ハイファ、イスラエル）
- 世田谷美術館
- 和歌山県立近代美術館
- 町田市立国際版画美術館（東京）